# 아르스 게티아

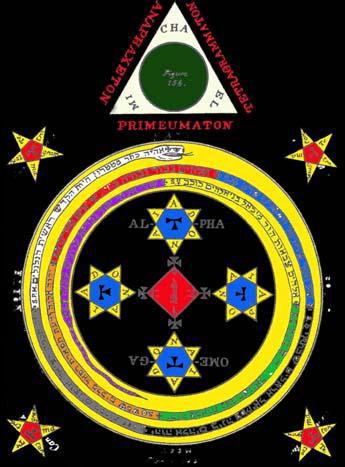
알레이스터 크로울리의 강마진 중 하나.

아르스 게티아(라틴어: Ars Goetia)는 솔로몬 왕의 소열쇠를 구성하는 5권중 첫번째 장이다. 게티아(라틴어: Goetia)라는 단어는 악령을 소환하는 행위, 즉 강마(降魔)다. 1904년 알레이스터 크로울리가 아르스 게티아의 정리본인 <솔로몬 왕의 게티아서>를 편찬하기도 하였다.

## 같이 보기
- 좌도와 우도